# 김성한 (1960년)
김성한(金聖翰, 1960년 11월 25일~)은 대한민국의 제5대 국가안보실장이다.

## 학력
- 1973년 2월: 대광초등학교 졸업, 윤석열 대통령과 동갑이며 국민학교 동기동창이다.
- 1976년 2월: 동대문중학교 졸업
- 1979년 2월: 서울대학교 사범대학 부설고등학교 졸업
- 1983년 2월: 고려대학교 영문학 학사
- 1985년 2월: 고려대학교 대학원 정치외교학 석사
- 1992년 2월: 텍사스 대학교 오스틴 대학원 정치학 박사

## 경력
- 1994.04~1994.12: 국무총리자문 국제화추진위원회 전문위원
- 1994.07~1998.12: 외교안보연구원 미주연구부 조교수
- 1998.12~2004.01: 외교안보연구원 미주연구부 부교수
- 1999.10~2000.11: 국가안전보장회의 사무처 정책전문위원
- 2002.03~2007.08: 외교안보연구원 미주연구부장
- 2003.01~2004.06: 국가안전보장회의 사무처 자문위원
- 2007.09~2012.02: 고려대학교 국제대학원 교수
- 2010.05~2010.08: 대통령 직속 국가안보총괄점검회의 위원
- 2010.07~2010.12: 대통령 직속 국방선진화추진위원회 위원
- 2010.09~2012.02: 일민국제관계연구원 원장
- 2012.02~2013.03: 외교통상부 제2차관
- 아산정책연구원 이사회 이사
- 고려대학교 국제대학원 교수
- 2018.07~2021.12: 서울대학교 사범대학 부설고등학교 동창회 부회장
- 2021.08~2021.11: 국민의힘 윤석열 제20대 대통령 선거 예비후보 국민캠프 정책본부 정책자문단 외교·안보·통일 분과 외교·안보·통일정책 자문가(한미관계담당)
- 2021.12~2022.01: 국민의힘 선거대책위원회 중앙선거대책위원회 산하 위원회 글로벌비전위원회 부위원장
- 2021.12~2022.01: 국민의힘 선거대책위원회 정책총괄본부 당당한 외교안보 정책본부장
- 2022.01~2022.03: 국민의힘 제20대 대통령 선거 정책본부 당당한 외교안보 정책본부장
- 2022.03~2022.05: 제20대 대통령직인수위원회 외교안보분과 간사
- 2022.05~2023.03: 제5대 국가안보실장